# Інститут комп'ютерних наук та інформаційних технологій Національного університету «Львівська політехніка»
Інститут комп'ютерних наук та інформаційних технологій Національного університету «Львівська політехніка» (скор. ІКНІ) — інститут у складі Національного університету «Львівська політехніка», утворений 19 жовтня 2001 року на базі факультету комп'ютерної техніки та інформаційних технологій. Інститут готує фахівців у галузях інженерії програмного забезпечення, системного проєктування, систем штучного інтелекту, комп'ютерних наук, комп'ютерної лінгвістики, інформаційних технологій, системного аналізу, комп'ютерних технологій видавничої справи. Деканат та більша частина кафедр інституту розташовані у V навчальному корпусі Національного університету «Львівська політехніка».
В Інституті розроблена і з 2005 року успішно функціонує електронна інформаційно-аналітична система моніторингу навчального процесу, що дає змогу ефективно використовувати кадровий потенціал, науково-методичне забезпечення, матеріальну базу.
Навчальний процес на випускових кафедрах забезпечують понад 200 викладачів, серед них 27 професорів, 24 доктори та 83 кандидати наук. Матеріально-технічна база підготовки фахівців — двадцять чотири комп'ютерні лабораторії та три спеціалізовані навчально-наукові лабораторії, обладнані сучасною технікою та програмним забезпеченням. Студентам надається безплатний доступ до мережі Інтернет. Навчання ведеться на денній та заочній формах. Підготовка іноземних громадян на всіх освітньо-кваліфікаційних рівнях здійснюється на договірних засадах. При інституті плідно працює аспірантура та докторантура для підготовки кваліфікованих наукових кадрів.
Випускники інституту можуть працювати в науково-дослідних, науково-виробничих, проєктно-конструкторських, виробничих, торговельних, консультаційних, комерційних, банківських установах різних форм власності, у страхових компаніях, на біржах, у міжнародних фірмах та представництвах, в організаціях, які займаються адміністративною, соціальною, економічною та політичною діяльністю, в галузях культури, екології, медицини тощо, тобто там, де впроваджують й експлуатують комп'ютерні інформаційні системи та технології. Кваліфікацію бакалавра студенти одержують після чотирьох років навчання. Кваліфікацію магістра одержує бакалавр, що має схильність до наукової роботи та поглиблену теоретичну підготовку після півторарічного навчання.
Інститут очолює доктор технічних наук, професор Медиковський Микола Олександрович.

## Спеціальності

### Бакалаврат
Інститут комп'ютерних наук та інформаційних технологій готує бакалаврів за такими спеціальностями:
- «Філологія» зі спеціалізацією «Прикладна лінгвістика».
- «Інженерія програмного забезпечення» з однойменною спеціалізацією.
- «Комп'ютерні науки» зі спеціалізаціями «Обчислювальний інтелект смартсистем», «Проєктування та програмування інтелектуальних систем та пристроїв», «Системи штучного інтелекту».
- «Системний аналіз» зі спеціалізаціями «Системи і методи прийняття рішень», «Аналіз даних», «Управління ІТ продуктами».
- «Інформаційні системи та технології» зі спеціалізацією «Розподілені інформаційні системи та технології».
- «Видавництво та поліграфія» з однойменною спеціалізацією.

### Магістратура
Інститут комп'ютерних наук та інформаційних технологій готує магістрів за такими спеціальностями:
- «Філологія» зі спеціалізацією «Прикладна лінгвістика».
- «Інженерія програмного забезпечення» зі спеціалізаціями «Інженерія програмного забезпечення» та «Інженерія програмного забезпечення (освітньо-наукова програма)».
- «Комп'ютерні науки» зі спеціалізаціями «Комп'ютерні науки (освітньо-наукова програма)», «Інформаційні управляючі системи та технології», «Інформаційні технології проєктування», «Системне проєктування», «Системи штучного інтелекту».
- «Системний аналіз» зі спеціалізаціями «Системний аналіз (освітньо-наукова програма)», «Системи і методи прийняття рішень», «Аналіз даних», «Комп'ютерні лінгвістичні технології».
- «Інформаційні системи та технології» зі спеціалізаціями «Інформаційні системи та технології (освітньо-наукова програма)», «Інформаційні системи та технології», «Управління ІТ проєктами».
- «Видавництво та поліграфія» зі спеціалізацією «Комп'ютерні технології та системи видавничо-поліграфічних виробництв».

## Кафедри та інші підрозділи
В інституті діє 7 кафедр та 1 навчальний центр:
- Кафедра автоматизованих систем управління (АСУ).
- Кафедра інформаційних систем та мереж (ІСМ).
- Кафедра інформаційних технологій видавничої справи (ІТВС).
- Кафедра програмного забезпечення (ПЗ).
- Кафедра прикладної лінгвістики (ПЛ).
- Кафедра систем автоматизованого проєктування (САП).
- Кафедра систем штучного інтелекту (СШІ).
- Навчально-науково-виробничий центр «Інформаційні технології та системи» (ННВЦ).

### Кафедра автоматизованих систем управління

#### Керівництво
- Завідувач кафедри: доктор технічних наук, професор Теслюк Василь Миколайович.
- Заступник завідувача кафедри з навчальної роботи: кандидат технічних наук, доцент Обельовська Квітослава Михайлівна.
- Заступник завідувача кафедри з наукової роботи: кандидат технічних наук, доцент Цимбал Юрій Вікторович.
- Заступник завідувача кафедри з міжнародної діяльності: кандидат технічних наук, доцент Дорошенко Анастасія Володимирівна.

#### Історія
Кафедру автоматизованих систем управління (скор. АСУ) було створено в 1974 році на основі групи викладачів кафедри «Інформаційно-вимірювальна техніка»; перший штатний розпис кафедри включав лише 5 осіб.
Новим поштовхом для розвитку кафедри стало обрання в 1976 році на посаду завідувача кафедри доцента Лукащука — тодішнього декана факультету автоматики. Викладацький склад зріс втричі, була відкрита аспірантура, підписано перші госпдоговори, створена науково-дослідна лабораторія НДЛ-62, філіал кафедри при СКТБ системотехніки ВО «Електрон», сформувався науковий напрямок кафедри — методи та засоби обчислювальної техніки та систем управління.
З 1982 до 1992 року кафедрою завідував доцент Фабрі Людвиг Павлович. Продовжувалося формування колективу кафедри, були захищені перші кандидатські дисертації, зміцнилися взаємовигідні зв'язки із провідними підприємствами та академічними установами Львова, значно розширилася госпдоговірна тематика. Розвинулися нові напрямки наукових досліджень — методи й засоби обробки мовних сигналів та автоматизація проєктування банків і баз даних. Розпочалася підготовка фахівців за спеціалізацією «Автоматизовані системи наукових досліджень та комплексних випробувань».

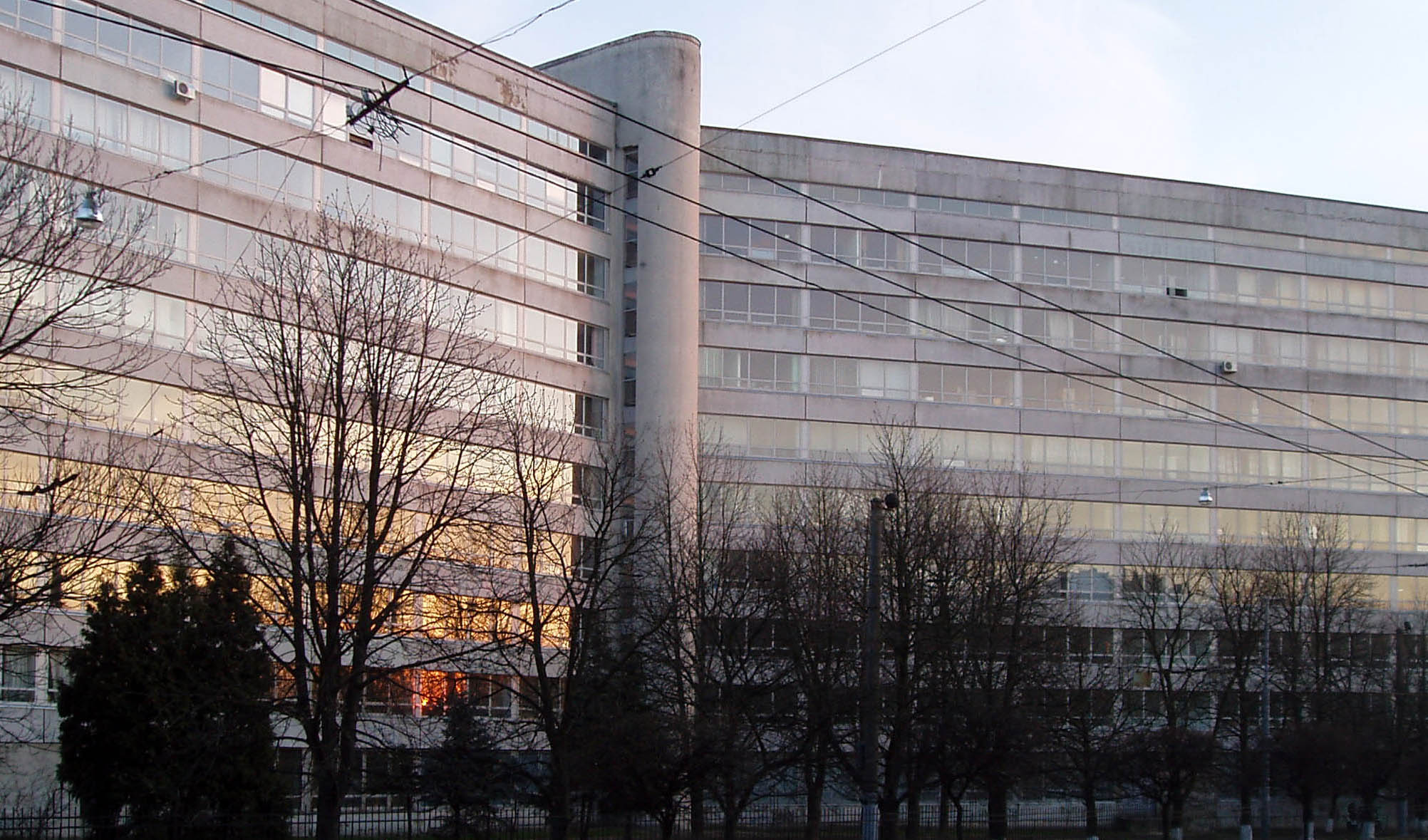
Вид на V навчальний корпус, де розташовані деканат та більша частина кафедр інституту, з боку вулиці Митрополита Андрея

З 1992 року до 2011 року завідувачем кафедри був її випускник 1977 року, доктор технічних наук професор Рашкевич Юрій Михайлович. Протягом 1992-1994 років проведені організаційні та методичні заходи, пов'язані з переходом на багаторівневу (бакалавр, спеціаліст, магістр) систему підготовки фахівців. Кафедра тричі в 1993, 1998 та 2003 роках пройшла державну акредитацію на найвищий — четвертий рівень, розпочата підготовка іноземних спеціалістів та аспірантів на контрактній основі, суттєво покращена матеріальна та методична база для проведення навчального процесу. В рамках бакалаврату «Комп'ютерні науки» створена нова спеціальність «Технологія автоматизованої обробки текстової та графічної інформації». Розширився спектр наукових досліджень — теорія оптимальних комбінаторних структур, нейронні мережі та адаптивні системи, спеціалізовані засоби цифрової обробки сигналів, захищені п'ять докторських та понад 10 кандидатських дисертацій. На базі кафедри створена спеціалізована вчена рада з правом прийняття до розгляду та проведення захисту дисертацій на здобуття наукового ступеня кандидата технічних наук за спеціальностями «Системи та процеси керування» та «Системний аналіз та теорія оптимальних рішень». В 1998 році розпочато підготовку бакалаврів за новим напрямком «Легка промисловість» зі спеціальністю «Видавничо-поліграфічна справа». У 2011 році ця спеціальність виділилась в окрему кафедру ІТВС (інформаційні технології у видавничій справі).
Проведене переоснащення лабораторій кафедри сучасною технікою, створена розгалужена загальнокафедеральна комп'ютерна мережа з доступом до глобальної мережі Інтернет, регулярно оновлюється методичне забезпечення, вдосконалюються технології навчання. У 2000 році на кафедрі успішно виконаний проєкт за програмою TEMPUS/TACIS, в рамках якого створений на базі кафедри загальнодержавний Центр підвищення кваліфікації викладачів в області використання сучасних інформаційних технологій в навчальному процесі, розроблена та впроваджена сучасна система організації та управління навчальним процесом.
З 2011 до 2015 року кафедрою керував доктор технічних наук, професор Медиковський Микола Олександрович. На той час науково-педагогічний колектив, кафедри складали 5 докторів та 23 кандидатів наук.
З 2015 по 2021 рік кафедру очолював доктор технічних наук, професор Цмоць Іван Григорович.
У січні 2021 року кафедру очолив доктор технічних наук, професор Теслюк Василь Миколайович.

#### Наукова діяльність
Основним науковим напрямком кафедри є розробка методів, моделей, компонентів інформаційних управляючих систем і технологій. На кафедрі сформовані наукові школи, які ведуть фундаментальні та прикладні дослідження, готують спеціалістів вищої кваліфікації, мають налагоджені всеукраїнські та міжнародні зв'язки:
- Дослідження та розроблення смарт-систем.
- Інтелектуальні інформаційні технології цифрової обробки сигналів в реальному часі.
- Інтелектуальні інформаційні управляючі системи та технології для енергетики.
- Дослідження нееквідистантних структур методом комбінаторної оптимізації.

За 2020 рік колективом кафедри:
- видано 5 наукових монографії та 2 навчальні посібники;
- опубліковано 148 наукових публікацій, з них статей — 73, зокрема, у фахових виданнях — 38; у наукових виданнях, що входять до наукометричних баз даних — 58;
- зроблено 55 доповідей на 22 міжнародних та 2 всеукраїнських конференціях, серед яких 7 включено до наукометричних баз Scopus або Web of Science;
- виконано 4 науково-дослідні роботи.

У 2020 році у науково-дослідній роботі кафедри брали участь 16 студентів.
Форми організації науково-дослідної роботи студентів на кафедрі: наукові семінари, конференції, гуртки, робота у науково-дослідній лабораторії.
У результаті виконання досліджень у 2020 році у співавторстві зі студентами було опубліковано 11 наукових статей.
Студенти регулярно доповідаються на наукових конференціях, зокрема у 2020 році на 9 конференціях було представлено 6 тез доповідей.
На кафедрі АСУ діють постійно наукові семінари «Інформаційні управляючі системи та технології» та «Технології цифрової обробки сигналів в реальному часі».
На кафедрі працює науково-дослідна лабораторія, яка проводить роботи з розробки нових інформаційних технологій із залученням студентів. Протягом 2020 року в лабораторії виконувались роботи за темами «Розроблення компонентів АСУ», «Методи дослідження систем, процесів та засоби АСУ енергетики».
Викладацький склад кафедри налічує 46 працівників, серед яких 10 професорів, 11 докторів наук, 17 доцентів, 3 старших викладачів, 16 асистентів, серед яких 22 кандидати наук та 5 аспірантів.

### Кафедра інформаційних систем та мереж

#### Керівництво
- Завідувач кафедри: доктор технічних наук, професор Литвин Василь Володимирович.
- Заступник завідувача кафедри з навчально-методичної роботи — кандидат технічних наук, доцент Верес Олег Михайлович.
- Заступник завідувача кафедри з повної освіти — доктор технічних наук, професор Берко Андрій Юліанович.
- Заступник завідувача кафедри з міжнародної співпраці — доктор наук із соціальних комунікацій, старший науковий співробітник, професор Кунанець Наталія Едуардівна.
- Заступник завідувача кафедри з науки — кандидат технічних наук, доцент Висоцька Вікторія Анатоліївна.

#### Історія
Кафедру інформаційних систем та мереж (скор. ІСМ) було створено 1-го червня 1995 року наказом ректора «Львівської політехніки» після прийняття відповідної ухвали Вченою радою.
Колектив кафедри на момент утворення складався з 5 викладачів, одного інженерно-технічного працівника, трьох співробітників науково-дослідної лабораторії та групи молодих аспірантів, котрі виокремилися зі складу кафедри автоматизованих систем управління та були об'єднані спільною науковою проблематикою з інформаційного моделювання, систем баз даних і знань. Утворення кафедри стало визнанням як де-факто, так і де-юре народження у «Львівській політехніці» нової молодої наукової школи, основна заслуга у формуванні якої належить видатним українським кібернетикам академіку Глушкову Віктору Михайловичу і члену-кореспонденту Національної академії наук України, професору Стогнію Анатолію Олександровичу. Неоціненну роль в її становленні зіграв виходець із Золочівщини, старший науковий співробітник інституту кібернетики Національної академії наук України, надалі, заступник директора з наукової роботи інституту прикладної інформатики Національної академії наук України Брона Йосип Іванович.
Ініціатором утворення кафедри, лідером наукової школи «Львівської політехніки» з інформаційного моделювання, систем баз даних та знань, завідувачем кафедри з першого дня її функціонування є доктор технічних наук, професор Пасічник Володимир Володимирович. Починаючи з 1996 року кафедра щорічно була учасником міжнародних профільних виставок, зокрема: «Комп'ютер і офіс» та «Комп'ютер + Бізнес». Декілька років поспіль була постійним учасником всесвітньої IT виставки CEBIT (м. Ганновер, Німеччина). Зусиллями наукового колективу кафедри з 1997 року регулярно видається науковий збірник Вісник Національного університету «Львівська політехніка» «Інформаційні системи та мережі», який включено Вищою атестаційною комісією України до переліку фахових видань для публікації основних результатів дисертаційних досліджень. У 2008 році кафедра стала ініціатором видання підручників та навчальних посібників в межах двох освітніх серій. Зокрема, в серії «Інформатика» видані наступні підручники з грифом Міністерства освіти і науки України: «Організація баз даних та знань», «Дискретна математика», «Теорія прийняття рішень». В серії «Комп'ютинг» викладачами кафедри підготовлені та видані наступні підручники та навчальні посібники з грифом МОН України: «Сховища даних», «Системи баз даних та знань», «Інтелектуальні системи», Дискретна математика", «Дослідження операцій», «Системний аналіз» тощо.
У 2012 році виконувачем обов'язків завідувача кафедри став доктор технічних наук, доцент Жежнич Павло Іванович.
У грудні 2014 року кафедру очолив доктор технічних наук, професор Литвин Василь Володимирович.

#### Наукова діяльність
Науковий напрям кафедри — дослідження, розробка та впровадження розподілених інформаційних технологій та систем на основі методів аналізу даних, ресурсів баз даних та сховищ даних з метою прискорення процесів формування сучасного інформаційного суспільства. Викладачі, науковці та студенти кафедри виконують дослідження за такими профілями:
- Інформаційне моделювання, системний та інформаційний аналіз (дослідження і розвиток теорії системного аналізу, інформаційні аспекти прийняття рішень, проєктування CASE-засобів, дослідження і розвиток теорії мультиагентних систем, застосування засобів концептуального моделювання).
- Системи баз даних та знань (дослідження і розвиток теорії баз даних та знань, розроблення моделей баз і сховищ даних, методи та засоби побудови інформаційного забезпечення комп'ютерних систем, інформаційне забезпечення процесів аналізу та прийняття рішень, вебсистеми і технології).
- Системи штучного інтелекту та інженерія знань (дослідження і розвиток систем штучного інтелекту та інженерія знань, розроблення моделей систем штучного інтелекту та інженерія знань, методи та засоби побудови інформаційного забезпечення задач систем штучного інтелекту, інформаційне забезпечення процесів аналізу та прийняття рішень в задачах систем штучного інтелекту).
- Розподілені інформаційні системи та мережі (розроблення математичних та алгоритмічних моделей для автоматизованого проєктування, адаптації та верифікації розподілених систем та мереж з використанням методів штучного інтелекту та інженерії знань).
- Розроблення інтелектуальних агентів пошуку релевантної інформації в мережі Інтернет та її опрацювання з метою автоматичного наповнення баз даних та баз знань (наприклад — пошук цін на квартири в певному регіоні, пошук нових засобів обробки трубопроводів для подовження терміну їх експлуатації тощо).
- Розроблення системи підтримки прийняття рішень на основі онтологічних знань та технологій машинного навчання.
- Аналіз даних та аналітика великих даних.
- Розроблення прикладного програмного забезпечення для осіб з вадами зору та вадами слуху (тифлокоментування відеоконтенту, системи перекладу жестової мови у природну мову й навпаки).
- Розроблення рекомендаційних систем (наприклад — пошук роботи, вступ до університету на основі схильності особи тощо).

### Кафедра інформаційних технологій видавничої справи

#### Керівництво
- Завідувач кафедри: доктор технічних наук, професор Ткаченко Роман Олексійович.
- Заступник завідувача кафедри: кандидат технічних наук, доцент Різник Олег Яремович.

#### Історія
У 1998 році на кафедрі автоматизованих систем управління розпочато підготовку бакалаврів базового напрямку «Легка промисловість», який у 2001 році перейменовано на «Видавничо-поліграфічну справу». Щорічно набір на перші курси стаціонарної форми навчання складав одну групу бюджетного та одну групу комерційного контингенту.
У 2002 році на кафедрі автоматизованих систем управління здійснено перший випуск бакалаврів за напрямком «Видавничо-поліграфічна справа», які у 2002/2003 навчальному році продовжили навчання за спеціальністю «Комп'ютерні технології та системи видавничо-поліграфічних виробництв». У 2003 році кафедра автоматизованих систем управління отримала акредитацію на випуск спеціалістів за даною спеціальністю.
За наказом ректора Національного університету «Львівська політехніка» для продовження забезпечення підготовки фахівців за напрямом «Видавничо-поліграфічна справа» у 2011 році на базі кафедри автоматизованих систем управління утворено новий структурний підрозділ — кафедру інформаційних технологій видавничої справи (скор. ІТВС).
Завідувачі кафедри:
- 2011—2014 роки — доктор технічних наук, професор Рашкевич Юрій Михайлович;
- 2015—2016 роки — доктор технічних наук, професор Пелешко Дмитро Дмитрович;
- з 2016 року — доктор технічних наук, професор Ткаченко Роман Олексійович.

У 2011 році на кафедрі інформаційних технологій видавничої справи відбувся перший випуск спеціалістів та магістрів спеціальності «Комп'ютерні технології та системи видавничо-поліграфічних виробництв», а у 2012 році — перший випуск бакалаврів за напрямом «Видавничо-поліграфічна справа».

#### Наукова діяльність
На кафедрі активно розвиваються два наукові напрями:
1. «Розробка методів та засобів видобутку даних на основі моделей геометричних перетворень», себто дослідження зі створення високошвидкісних нейроподібних засобів для опрацювання інформації в умовах невизначеності та даних великих обсягів; блочно-потокових криптографічних систем захисту потоків даних в реальному часі; нейроподібних засобів розпізнавання образів великої інформаційної місткості; нейромережевих систем моделювання з неітеративним глибоким навчанням. Результати досліджень використовувалися і будуть використані в майбутньому для участі студентів у всесвітньому конкурсі Data Mining Cup та у навчальних курсах «Нейронні мережі та елементи адаптивних систем», «Системи штучного інтелекту» та «Математичні основи захисту документів від несанкціонованого доступу».
2. «Технологія підвищення графічного рівня захищеності друкованих та електронних документів», себто розроблення нових моделей, методів, алгоритмів цифрової обробки графічної інформації та спеціалізованого програмного забезпечення для видавничих систем та розроблення нових технологій захисту друкованих та електронних документів, для підвищення рівня їх захищеності. Реалізація методу захисту електронних та друкованих документів дозволить ідентифікувати оригінал документа, задавати поведінку кривої графічного елементу в кожній точці документа, що захищається, та значно утруднюватиме підробки. Окремим одним типом задачі, які вирішуються в рамках цього напряму є захист зображень криптографічними засобами. Розроблені модифікації алгоритму RSA дозволяють розв'язувати задачі організації захисту двовимірних та одновимірних сигналів від несанкціонованого доступу з підвищеною криптографічною стійкістю.

Ведуться дослідження за науковим напрямом «Системи та технології інтелектуального аналізу даних в гібридних інформаційних середовищах».
З 2013 року ведуться науково-дослідні роботи в рамках кафедральної тематики «Інтелектуальний аналіз аудіо-візуальних сигналів».
У 2014 року завершилось виконання фундаментальної науково-дослідної роботи «Розвиток теорії синтезу нейронних мереж на НВІС-структурах для обробки сигналів в робототехнічних системах».
У 2015 році виконано гранд Президента України для докторів наук «Технологія підвищення графічного рівня захищеності друкованих та електронних документів».
У 2016 році виконано господарський договір № 423 від 31 травня 2016 року «Короткотермінове прогнозування процесів споживання електричної енергії за допомогою штучних нейронних мереж».
У 2016 році завершилось виконання прикладної науково-дослідної роботи «Відслідковування рухомих об'єктів у відеопотоках реального часу».
З 2019 року колектив кафедри бере участь у виконанні прикладної науково-дослідної роботи «Нейромережева технологія захисту та передачі даних у реальному часі з використанням шумоподібних кодів» та у виконанні науково-технічної (експериментальної) розробки «Інформаційна технологія опрацювання персоналізованої медичної інформації».

### Кафедра програмного забезпечення

#### Керівництво
- Завідувач кафедри: доктор технічних наук, професор Федасюк Дмитро Васильович.
- Заступник завідувача кафедри з навчальної роботи: кандидат технічних наук, доцент Левус Євгенія Василівна.
- Заступник завідувача кафедри з наукової роботи: доктор технічних наук, професор Журавчак Любов Михайлівна.
- Заступник завідувача кафедри з методичної роботи: кандидат технічних наук, доцент Коротєєва Тетяна Олександрівна.
- Заступник завідувача кафедри з організаційної роботи: асистент Шкраб Роман Романович.

#### Історія
У 1988 році, на тлі бурхливого розвитку комп'ютерних технологій, в перелік існуючих спеціальностей було введено нову спеціальність «Програмне забезпечення автоматизованих систем». Згідно проведеного опитування для Львівщини серед організацій регіону на той час необхідно було готувати щорічно не менше 200 фахівців — розробників складних програмних комплексів. Індустрія програмного забезпечення заявила про себе як нова потужна галузь не тільки науки, а і виробництва, що має свої особливості відмінні від комп'ютерної техніки, прикладної математики, звідки виросла, та інших розвинутих на той час галузей.
Для забезпечення потреб регіону у підготовці висококваліфікованих розробників сучасного програмного забезпечення за ініціативою професора Базилевича Романа Петровича у Львівській політехніці в серпні 1990 року було створено кафедру програмного забезпечення (скор. ПЗ). Кафедра організувалась на основі групи викладачів кафедри «Прикладна математика» та розташовувалась в III навчальному корпусі. Найважчою проблемою став підбір викладачів для забезпечення навчального процесу. Вимоги були дуже високі: наявність власного досвіду розробки складних програмних засобів, добра математична підготовка перш за все у сфері дискретної математики та методів оптимізації. Став в пригоді досвід, отриманий професором Базилевичем Романом Петровичем протягом 1970—1990 років при створенні колективу, який розробляв програмне забезпечення для систем автоматизованого проєктування на замовлення провідних підприємств Києва, Львова, Москви, Санкт-Петербурга, Мінська. Важливим став також досвід, набутий при відкритті у 1984 році спеціалізації «Математичне та програмне забезпечення систем автоматизованого проєктування» в рамках спеціальності «Прикладна математика». Було введено ряд нових дисциплін, в тому числі з програмного забезпечення, основи яких були пізніше використані для нової спеціальності.
Перші роки становлення кафедри були дуже важкими: нестача комп'ютерів, недостатні площі кафедри, труднощі із залученням до навчального процесу нових викладачів, відсутність підручників і літератури для постановки курсів та створення методичного забезпечення. Проте вже протягом 1990—2001 років кафедра успішно здійснила не тільки становлення, але й вдосконалення нової важливої спеціальності та готувала фахівців. Випускники кафедри заклали основи ряду нових фірм регіону з розробки програмного забезпечення на потребу багатьох державних і комерційних структур. Вже за перші п'ять років діяльності кафедра стала готувати не тільки інженерів, але й магістрів та аспірантів, тобто відповідала всім вимогам найвищого четвертого рівня акредитації. Це сприяло становленню індустрії розробки складного програмного забезпечення в регіоні. Конкурс абітурієнтів був та залишається одним з найбільших в університеті та Інституті комп'ютерних наук та інформаційних технологій, що підтверджує високу актуальність спеціальності «Програмне забезпечення автоматизованих систем». У 1992 році кафедра увійшла до складу факультету комп'ютерної техніки та інформаційних технологій. У 2001 році в процесі реорганізації НУ «Львівська політехніка» був утворений Інститут комп'ютерних наук та інформаційних технологій, до якого увійшла і кафедра програмного забезпечення.
Першим завідувачем кафедри став її ідейний натхненник та засновник, доктор технічних наук, професор Базилевич Роман Петрович. Очолював кафедру з 1990 по 2001 рік.
З 2001 по 2004 рік кафедрою завідував член-кореспондент Національної академії наук України, доктор технічних наук, професор Грицик Володимир Володимирович.
Новим поштовхом для розвитку кафедри стало обрання у 2004 році на посаду завідувача кафедри доктора технічних наук, професора Федасюка Дмитра Васильовича, який обіймав посаду директора Інституту комп'ютерних наук та інформаційних технологій з 2004 по 2008 рік, а з 2008 року — проректор Національного університету «Львівська політехніка».

#### Наукова діяльність
Науково-дослідна робота кафедри проводиться в галузі інформаційні технології й переважно в науковому напрямі за спеціальністю «Математичне та програмне забезпечення обчислювальних машин і систем». Науково-педагогічні працівники кафедри мають значний досвід роботи й напрацювання в області створення моделей, методів, алгоритмів та програмного забезпечення для проєктування різних об'єктів і інформаційних систем, прийняття рішень з використанням методів штучного інтелекту. Зокрема, сюди входять такі дослідження:
- Математичне та програмне забезпечення для теплового проєктування мікроелектронних систем.
- Математичне та програмне забезпечення для розв'язування комбінаторних задач великої розмірності.
- Математичне та програмне забезпечення для кодування та розпізнавання візуальної інформації, методи нечіткої кластеризації зображень та накладання макромоделей.
- Математичне та програмне забезпечення для моделювання стаціонарних, нестаціонарних і усталених процесів теплопровідності в середовищах складної форми.
- Математичні моделі та методи прийняття оптимальних рішень в складних виробничих системах.
- Комп'ютерна симуляція методами молекулярної динаміки властивостей анізотропних рідин та їх застосування у пристроях оброблення та відображення оптичної інформації.
- Моделювання функціональності та забезпечення якості програмного забезпечення.

За понад три десятиліття свого існування кафедра підготувала трьох докторів технічних наук, 10 кандидатів технічних наук. На даний час в аспірантурі перебуває 7 аспірантів очної форми навчання.
На кафедрі проводились такі основні науково-дослідні роботи:
- «Розробка методів та засобів розподілення обчислень в задачах теплового проєктування електронних пристроїв нового покоління» — виконувалась у 2008—2009 роках.
- «Розроблення моделей, методів та алгоритмів для автоматизованої оцінки показників надійності радіоелектронних та електромеханічних пристроїв і систем», виконувалась у 2010—2012 роках.
- «Розроблення моделей, методів та засобів оцінювання та аналізу надійності програмного забезпечення», виконувалась у 2013—2014 роках.
- «Розроблення моделей надійності, ризику та безпечності програмно-апаратних технічних систем», виконувалась у 2013—2015 роках.
- «Національна освітня інфраструктура удосконалення інноваційної та підприємницької діяльності ІТ-студентів» — проєкт за програмою Єврокомісії Tempus, виконувався у 2012—2016 роках.
- «Розроблення математичного забезпечення для програмного засобу аналізу функціональної безпечності та надійності програмно-апаратних систем відповідального призначення», виконувалась у 2018—2019 роках.
- «Синтез моделей та алгоритми злиття даних в інтегрованих мікроелектронних векторних сенсорах просторового положення для систем доповненої реальності», виконувалась у 2018—2020 роках.

Кафедра провела ряд міжнародних наукових конференцій з проблем українізації комп'ютерів, 12 науково-практичних конференцій «Інноваційні комп'ютерні технології в освіті» сучасних проблем інформаційних технологій в освіті. Підтримуються міжнародні наукові зв'язки з університетами Сполучених Штатів, Німеччини, Великої Британії та інших країн Європейського Союзу.

### Кафедра прикладної лінгвістики

#### Керівництво
- Завідувач кафедри: доктор філологічних наук, професор Левченко Олена Петрівна.
- Заступник завідувача кафедри: доцент Ділай Мар'яна Петрівна.

#### Історія
Кафедру прикладної лінгвістики (скор. ПЛ) створено в Національному університеті «Львівська політехніка» у червні 1997 року для підготовки фахівців за спеціальністю «Прикладна лінгвістика» в Інституті гуманітарної освіти. З 1 листопада 2001 року кафедра входить до складу Інституту комп'ютерних наук та інформаційних технологій.
З 1998/1999 навчального року кафедра бере участь в підготовці бакалаврів та магістрів за спеціальністю «Філологія» зі спеціалізацією «Прикладна лінгвістика». Предметом прикладної лінгвістики є застосування мовної інформації для розв'язку реальних задач пов'язаних з мовою. Лінгвістичне забезпечення різних сфер людської діяльності можна звести до однієї загальної проблеми — проблеми оброблення інформації, що функціонує в суспільстві. Прикладна лінгвістика відіграє особливу роль у розв'язку проблем і потреб суспільства, бо мова — унікальний засіб збереження і передачі інформації.
Аналіз ринку праці в Європі свідчить про гостру потребу у таких фахівцях у галузі прикладної лінгвістики, зокрема з кваліфікацією лінгвіста-інформатика та перекладача, оскільки сучасний науково-технічний розвиток суспільства супроводжується бурхливим зростанням обсягу інформації. Отже, є потреба готувати спеціалістів, здатних розв'язувати завдання в галузі обробки інформації та інформаційного пошуку різними мовами.
Засновницею кафедри та її завідувачкою у 1997—2008 роках була доктор філологічних наук, доцент Андрейчук Надія Іванівна.
У 2008—2010 роках кафедру очолювала кандидат філологічних наук, доцент Карамишева Ірина Дамирівна.
З 2010 року кафедру очолює доктор філологічних наук, професор Левченко Олена Петрівна.

#### Наукова діяльність
Основними напрямами наукової роботи на кафедрі є:
- Закономірності, складники, чинники та форми мовної комунікації.
- Застосування новітніх технологій для оптимізації інформаційних процесів природною мовою.
- Світові тенденції розвитку освіти і педагогічної думки — порівняльний аналіз.
- Моделювання когнітивних механізмів творення мовних одиниць: динаміка мовних змін.

### Кафедра систем автоматизованого проєктування

#### Керівництво
- Завідувач кафедри: доктор технічних наук, професор Лобур Михайло Васильович.
- Заступник завідувача кафедри з наукової роботи: кандидат технічних наук, доцент Мельник Михайло Романович.
- Заступник завідувача кафедри з міжнародної діяльності: доктор технічних наук, доцент Щербовских Сергій Володимирович.
- Заступник завідувача кафедри з навчальної роботи: кандидат технічних наук, доцент Каркульовський Володимир Іванович.
- Заступник завідувача кафедри з навчальної роботи: кандидат технічних наук, асистент Бокла Наталія Іванівна.
- Заступник завідувача кафедри з виховної роботи: кандидат технічних наук, доцент Фармага Ігор Вірославович.

#### Історія
Кафедра систем автоматизованого проєктування (скор. САП) заснована на базі наукового напряму, очолюваного академіком Академії інженерних наук України, доктором технічних наук, професором Ковалем Володимиром Олександровичем на кафедрі «Конструювання та технологія виробництва радіоапаратури». У 1989 році вона відокремилася як самостійний підрозділ під керівництвом професора.
В 1992 році кафедра увійшла до складу новоствореного факультету комп'ютерної техніки та інформаційних технологій.
В 1996—2000 роках кафедру очолював Мотика Ігор Іванович. З 2000 року кафедрою керує доктор технічних наук, професор Лобур Михайло Васильович.

#### Наукова діяльність
Основна науково-дослідна робота кафедри ведеться в галузі науки «Системи автоматизованого проєктування» з розробки та впровадження систем автоматизованого проєктування мікроелектронних пристроїв.
Науково-дослідна робота викладачів кафедри та співробітників ГНДЛ-80 ведеться в напрямку розробки та впровадженню систем автоматизованого проєктування організаційно-технічних систем.
На кафедрі проводяться дослідження з наступних напрямків:
- Автоматизація конструкторського проєктування мікроелектронних пристроїв.
- Проєктування та моделювання елементів інтегральних мікроелектромеханічних систем і розробка системи для їх проєктування.
- Автоматизація проєктування складних організаційних систем, розробка алгоритмів та програмних систем для організації транспортних перевезень.
- Розробка складних інформаційних систем для моделювання еколого-економічних задач.
- Розробка інтегрованої навчально-дослідної системи автоматизованого проктування і розрахунку.

Теоретичними результатами виконання науково-дослідних робіт є нові математичні моделі, методи, алгоритми проєктування та виробництва мікроелектронних пристроїв, а також проєктування і функціонування організаційно-технічних систем.
Практичні результати — програмно-методичні комплекси та методики, системи автоматизованого проєктування і розрахунку, системи автоматизованого проєктування технологічних процесів мікроелектронних пристроїв тощо.
На кафедрі успішно функціонує аспірантура та докторантура за спеціальністю «Системи автоматизації проєктувальний робіт». За останні п'ять років захищено 2 докторські та 6 кандидатських дисертацій.

### Кафедра систем штучного інтелекту

#### Керівництво
- Завідувач кафедри: доктор технічних наук, професор Шаховська Наталія Богданівна.

#### Історія
Кафедру систем штучного інтелекту (скор. СШІ) утворено 26 червня 2017 року.
В основу підготовки фахівців лягла робота професора Нікольського Юрія Володимировича, який у 2002 році розробив навчальний план спеціальності «Системи штучного інтелекту», напрям «Комп'ютерні науки». У 2004 році на кафедрі інформаційних систем та мереж здійснено перший набір.
У жовтні 2016 року почалася робота з модернізації змісту навчання за ініціативи професора кафедри інформаційних систем та мереж Інституту комп'ютерних наук та інформаційних технологій Наталії Шаховської.
Протягом вересня 2017 лабораторії кафедри були обладнані комп'ютерною технікою за підтримки Львівського ІТ-кластера.
Меценатами кафедри є такі компанії: N-iX, SoftServe, GlobalLogic, Ciklum, DIYLab.com.ua.

#### Наукова діяльність кафедри
Основні напрями наукових досліджень на кафедрі систем штучного інтелекту:
- Видобування великих даних.
- Розпізнавання мови.
- Розпізнавання зображень.

Працівники кафедри є виконавцями міжнародного гранту Horizon2020 — Hub Laboratory of Internet of Things.
Працівники кафедри виконують міжнародні господарські договори:
- STOP COVID 19 — Central European Initiative.
- Ауралізація об'єктів акустичної спадщини за допомогою доповненої та віртуальної реальності — Horizon2020.
- Комплексний догляд для наступного покоління — CELTIC-NEXT.

На кафедрі систем штучного інтелекту готують аспірантів за спеціальностями:
- «Математичне та програмне забезпечення обчислювальних машин та систем».
- «Інформаційні технології».
- «Структурна, прикладна та математична лінгвістика».

### Навчально-науково-виробничий центр «Інформаційні технології та системи»

#### Керівництво
- Керівник центру: доктор технічних наук, професор Шаховська Наталія Богданівна.

#### Наукова діяльність
Напрями науково-дослідних робіт:
- Виконання науково-дослідних і виробничих завдань інноваційного характеру в середовищі сучасних інформаційних технологій.

Науково-технічні послуги:
- Виконання науково-дослідних і виробничих завдань інноваційного характеру в середовищі сучасних інформаційних технологій.
- Розроблення та впровадження інноваційних технологій навчання.
- Розроблення механізмів визначення результатів навчання, отриманих у зв'язку з виконанням виробничих завдань.
- Розроблення, юридична підтримка і супровід студентських стартапів.
- Виконання наукомістких проєктів та завдань, як елементів продуктів організацій-партнерів.
- Здійснення наукової, науково-технічної, виробничої, інноваційної діяльності та роботи з впровадження досягнень науково-технічного прогресу у галузі ІТ.
- Виконання реальних проєктів на замовлення об'єктів господарювання та приватного сектору.
- Пошук перспективних грантових програм та співвиконавців серед ІТ-компаній.
- Дослідження динаміки сучасних інформаційних технологій та формування рекомендацій ІТ-компаніям щодо перспективності напрямів роботи та інструментарію.